# Skolskjutningen i Vračar, Belgrad
Skolskjutningen i Vračar, Belgrad, Serbien var en skolskjutning som inträffade den 3 maj 2023 när en dåvarande 13-årig pojke (vissa utomstående källor anger dock 14 år) sköt och dödade 10 personer (nio elever och en vakt) och skadade 6 personer (fem elever och en lärare) med sin fars båda pistoler av typen CZ-75 på en skola i Vračar i Serbiens huvudstad, Belgrad. 

## Händelseförloppet
Larmet om attacken kom in vid klockan 08.40 då han själv ringde polisen efter skjutningen. Totalt avlossade pojken över 50 skott inom loppet av 2 minuter. Han blev sedan gripen av polis på skolgården efter att han gett upp, då han lade ifrån sig sina vapen innan polisen anlände. Pojken hade planerat attacken i cirka en månad och hade gjort en lista på vilka elever som skulle dödas och ritat hur skjutningen skulle gå till samt flykten. Pojkens far greps samma dag av polisen.
Masskjutningar är ovanliga i Serbien. Experter har dock varnat att vapen finns kvar i landet efter de jugoslaviska krigen som pågick under 1990-talet.

## Reaktioner
Efter attacken berättade Serbiens president Aleksandar Vučić att vapenlagarna skulle skärpas. En tre dagars landssorg infördes också.

## Bilder

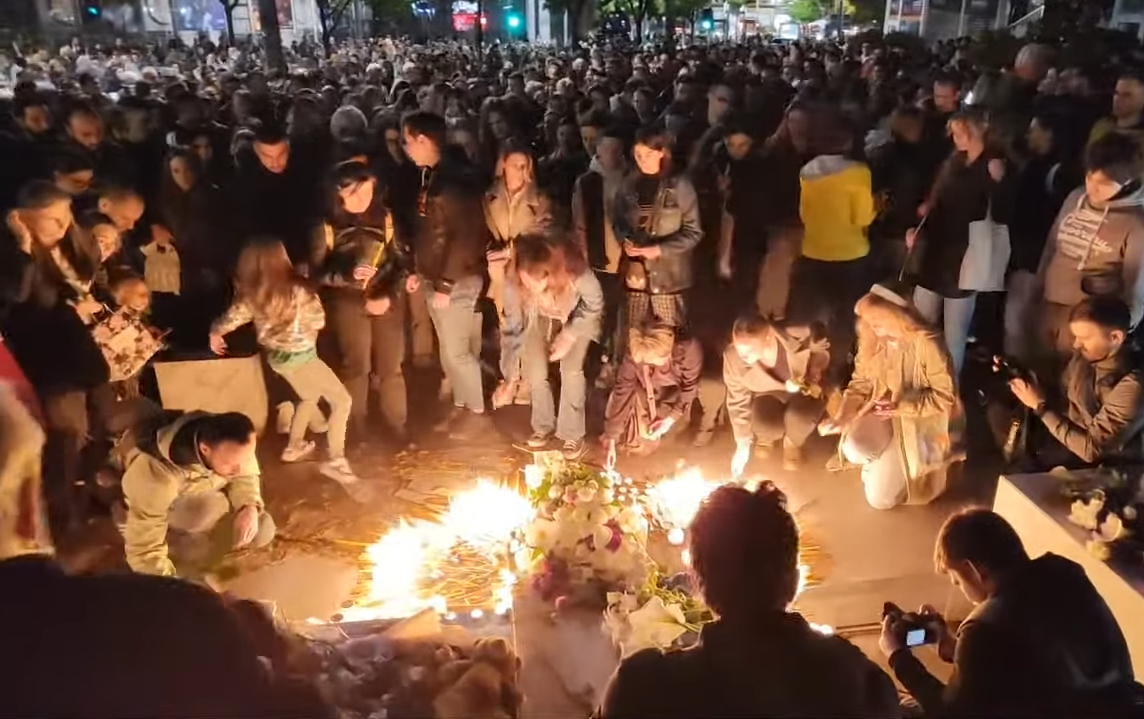
Ljus brinner vid skolan.
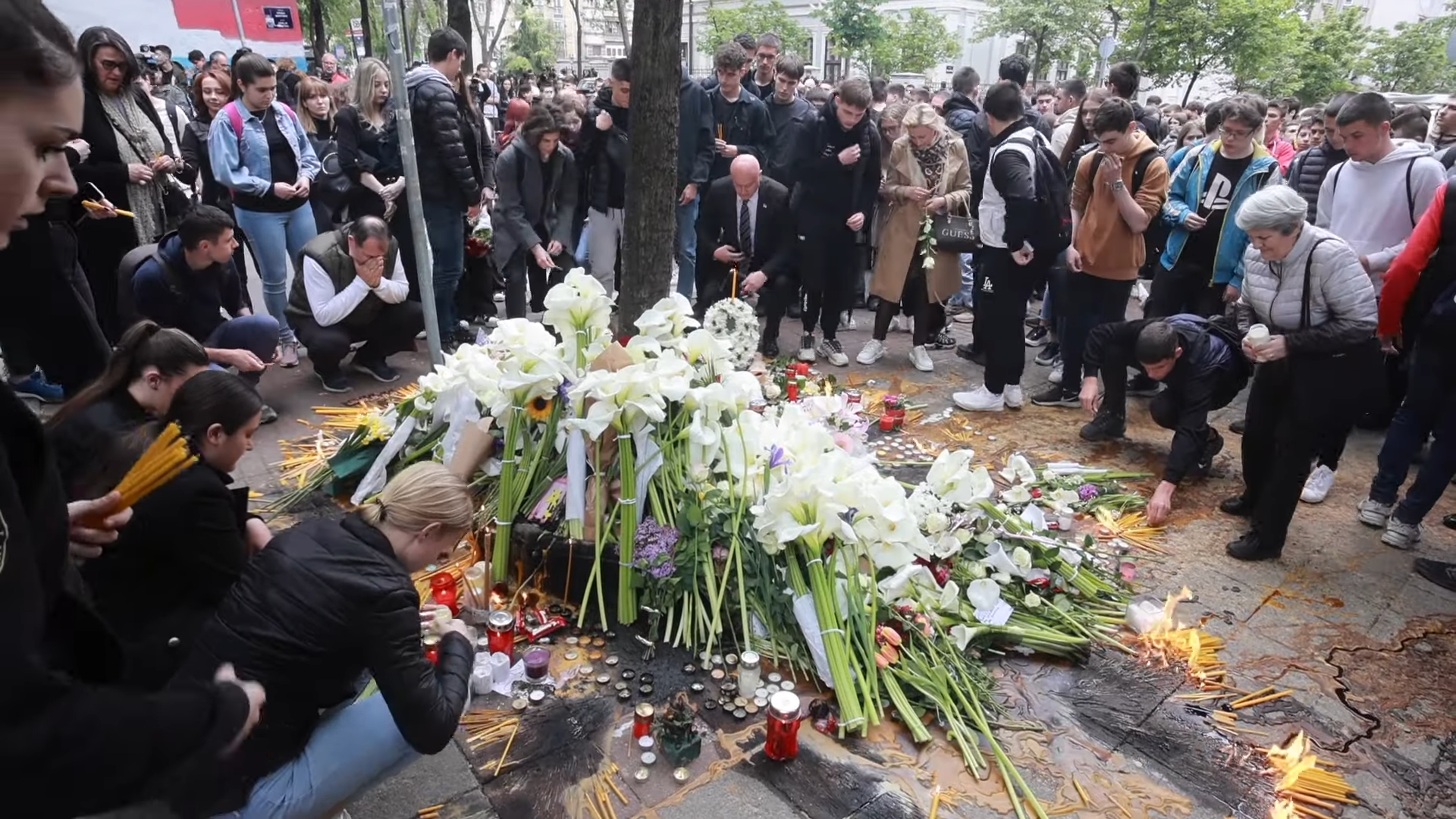
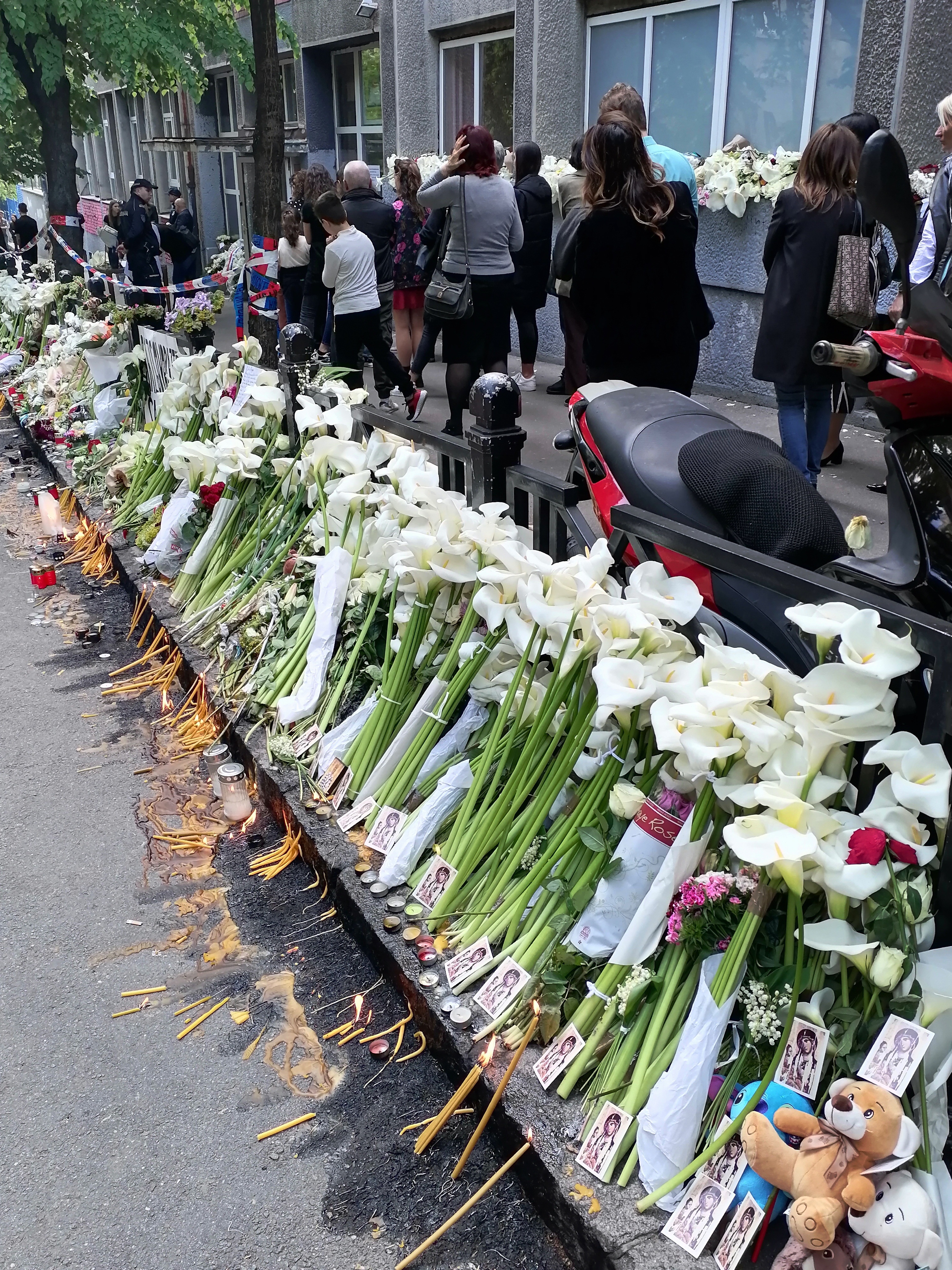
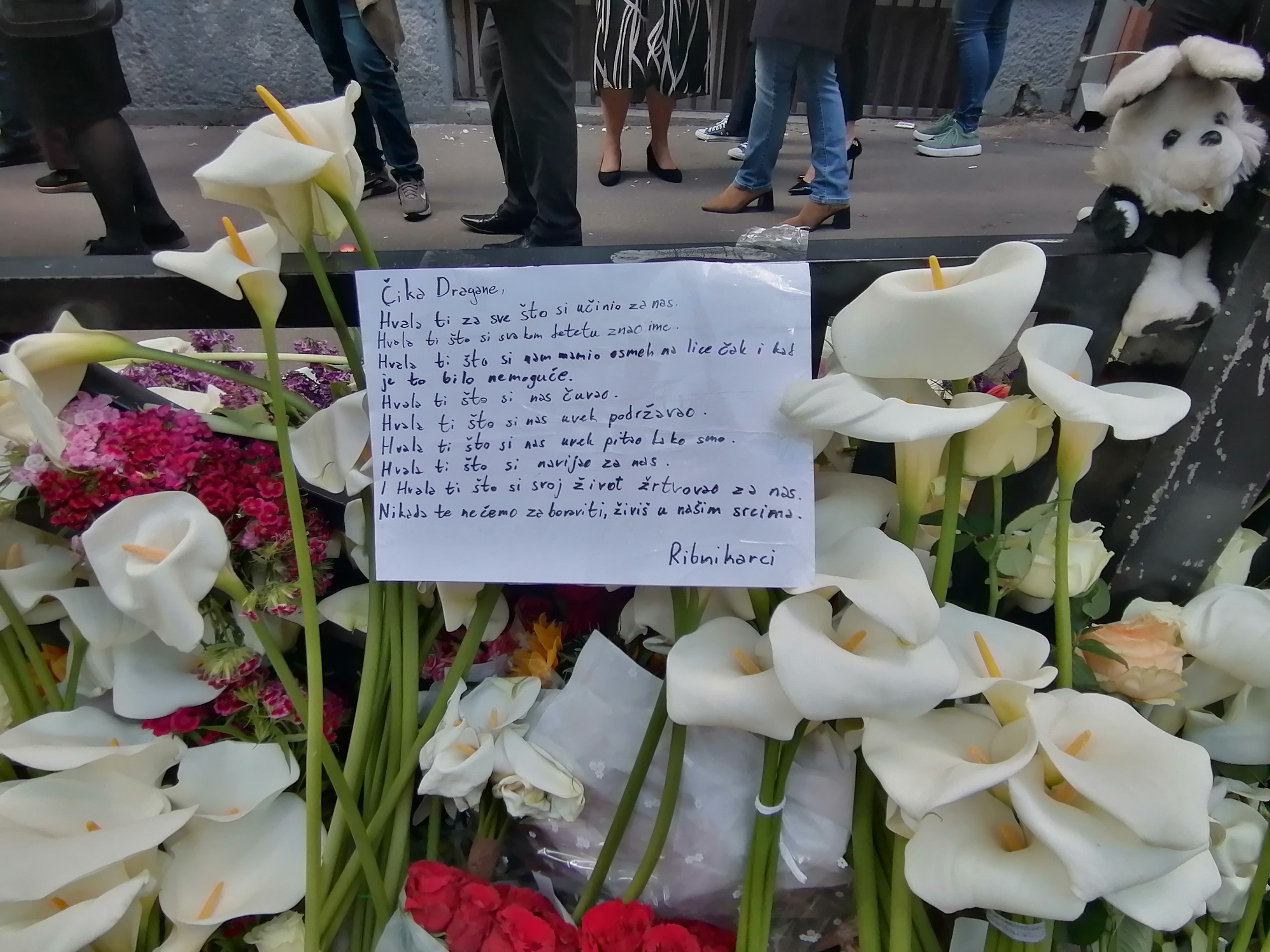
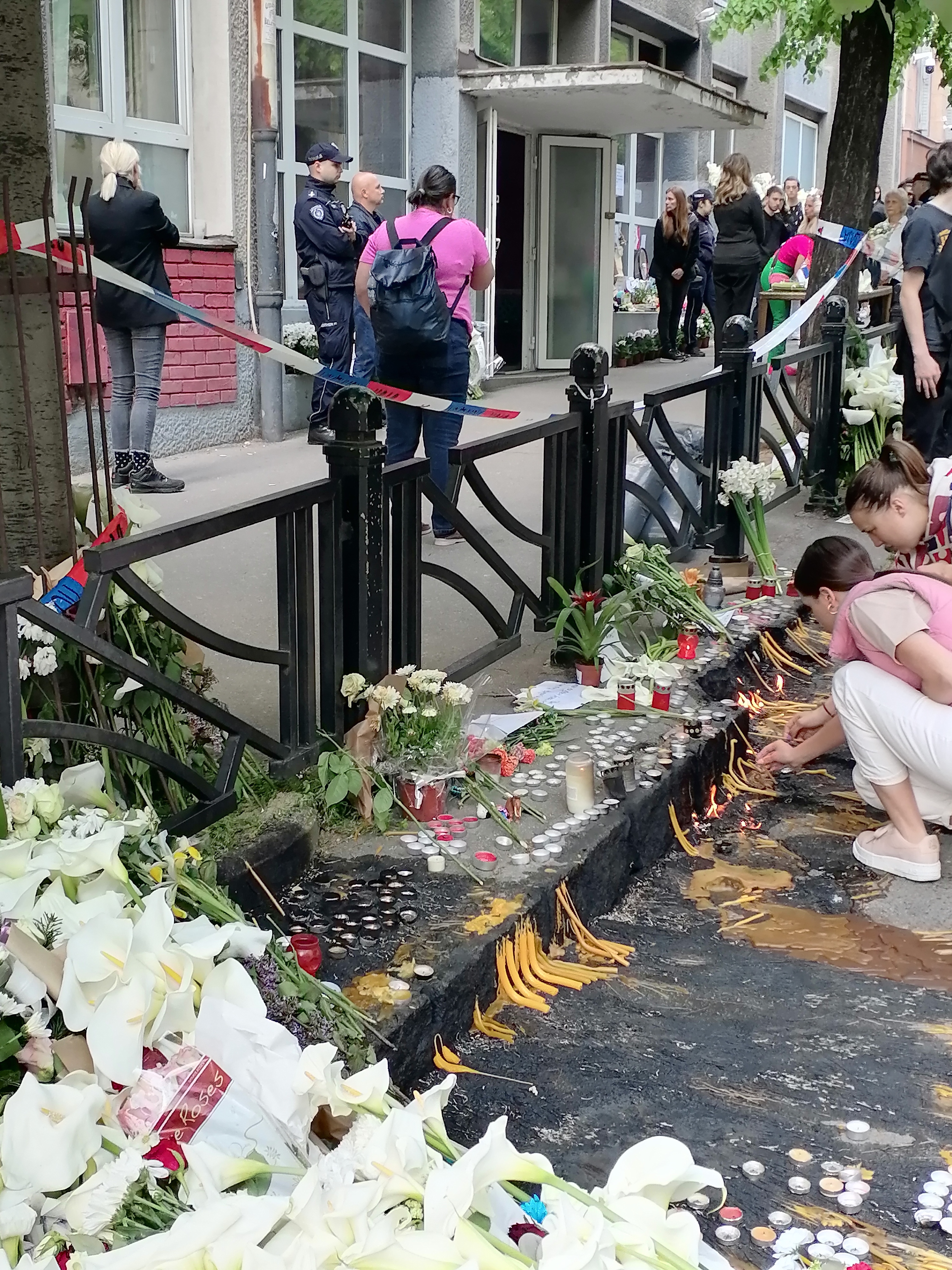
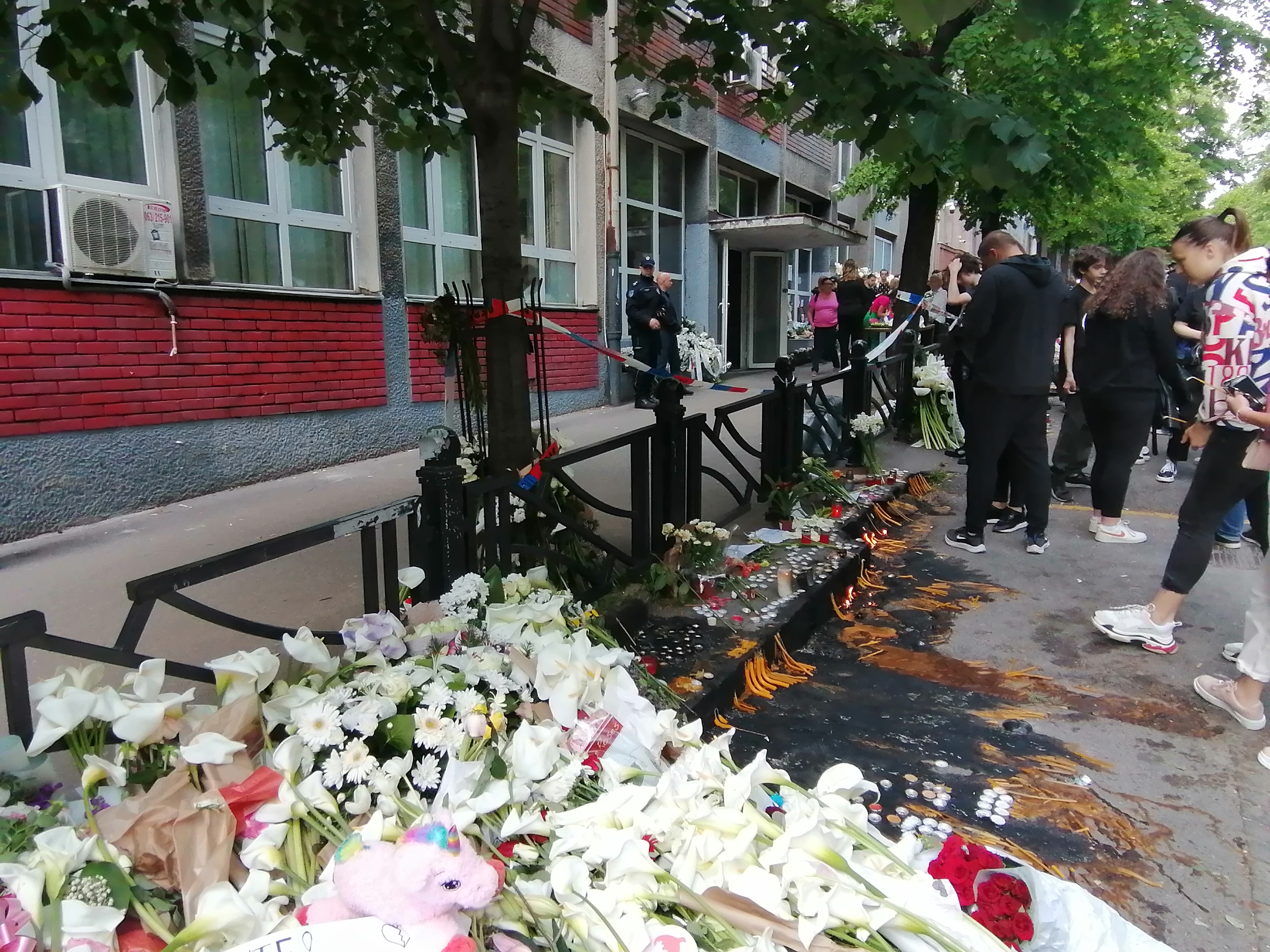
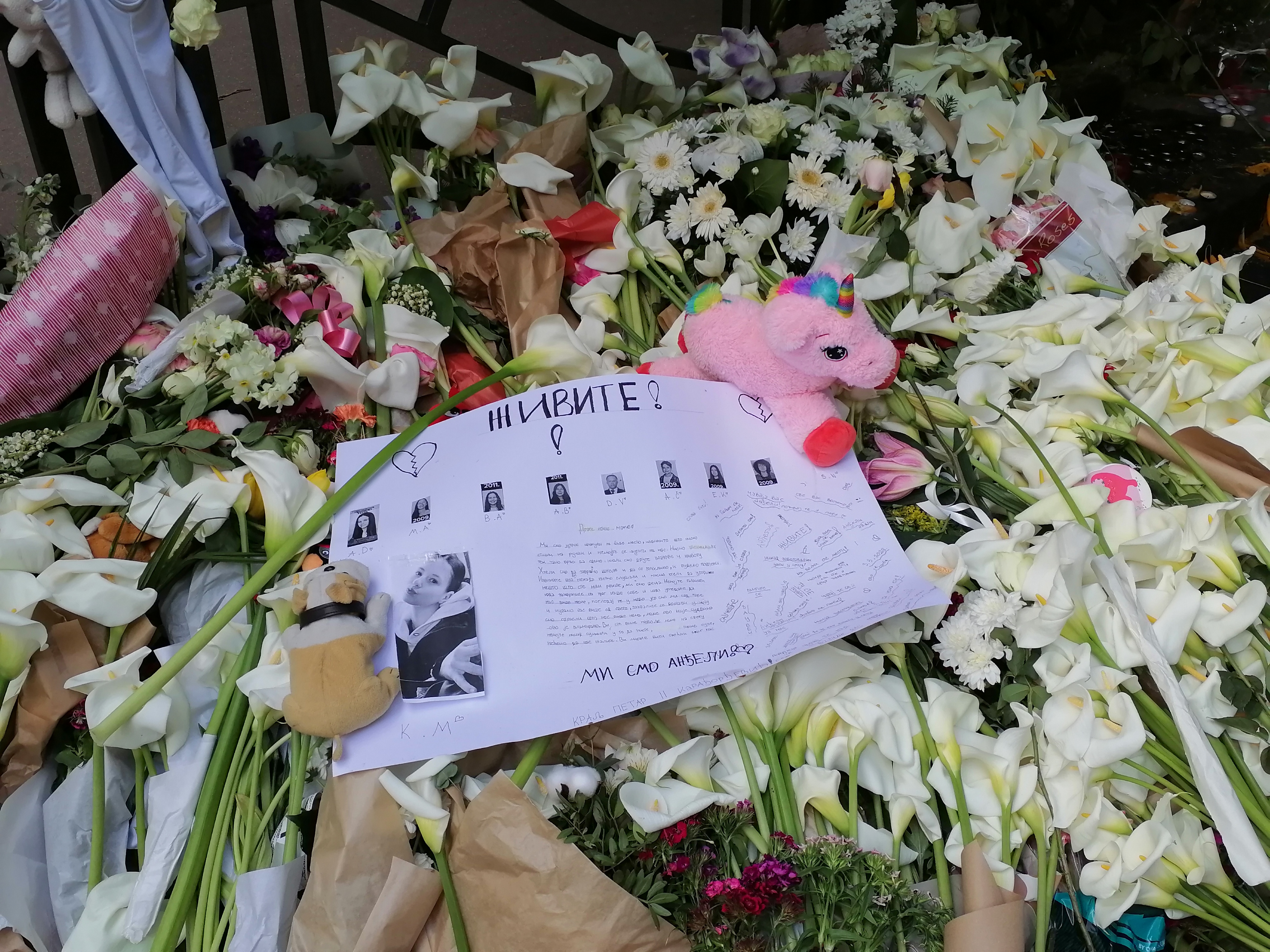
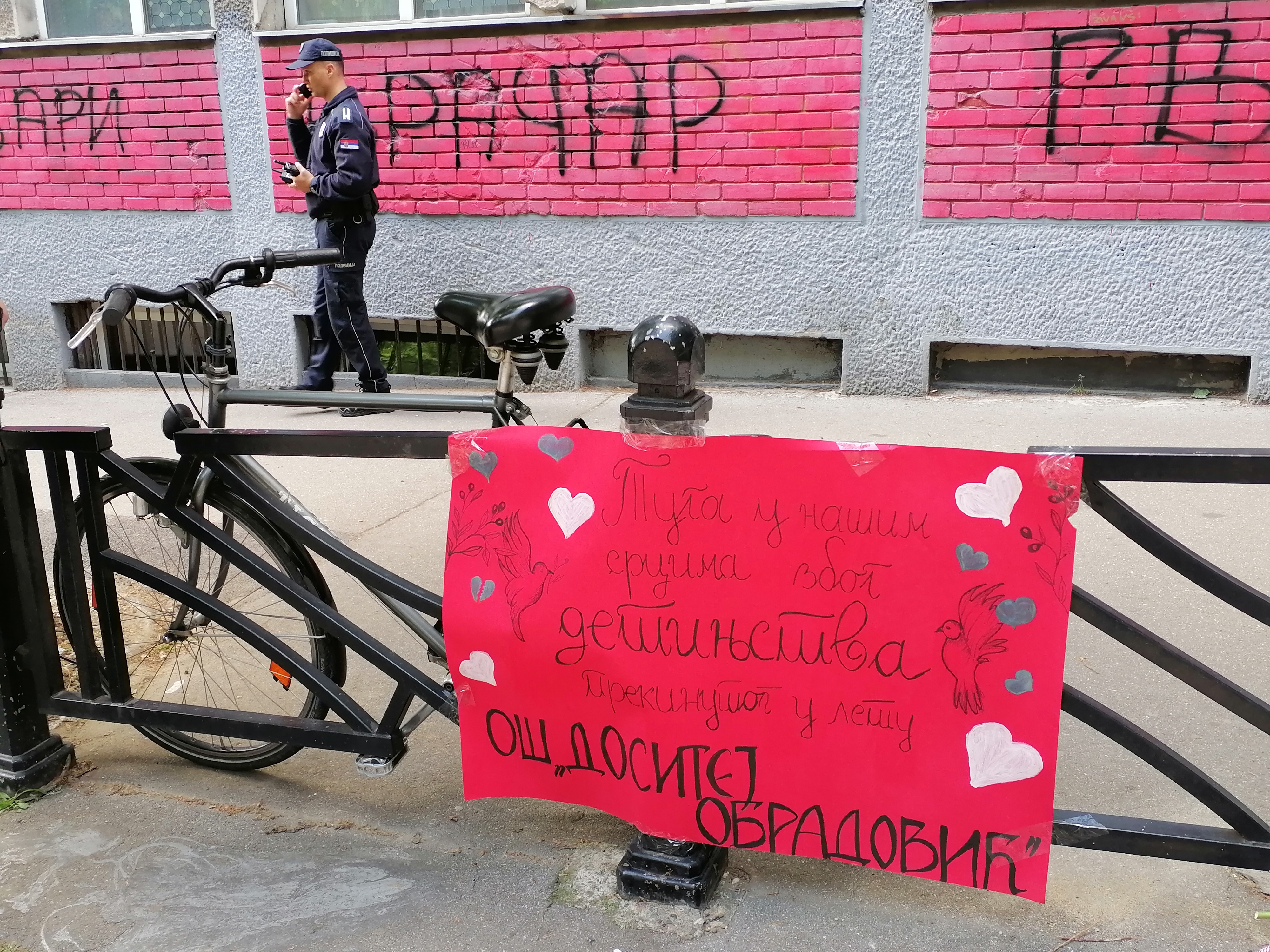
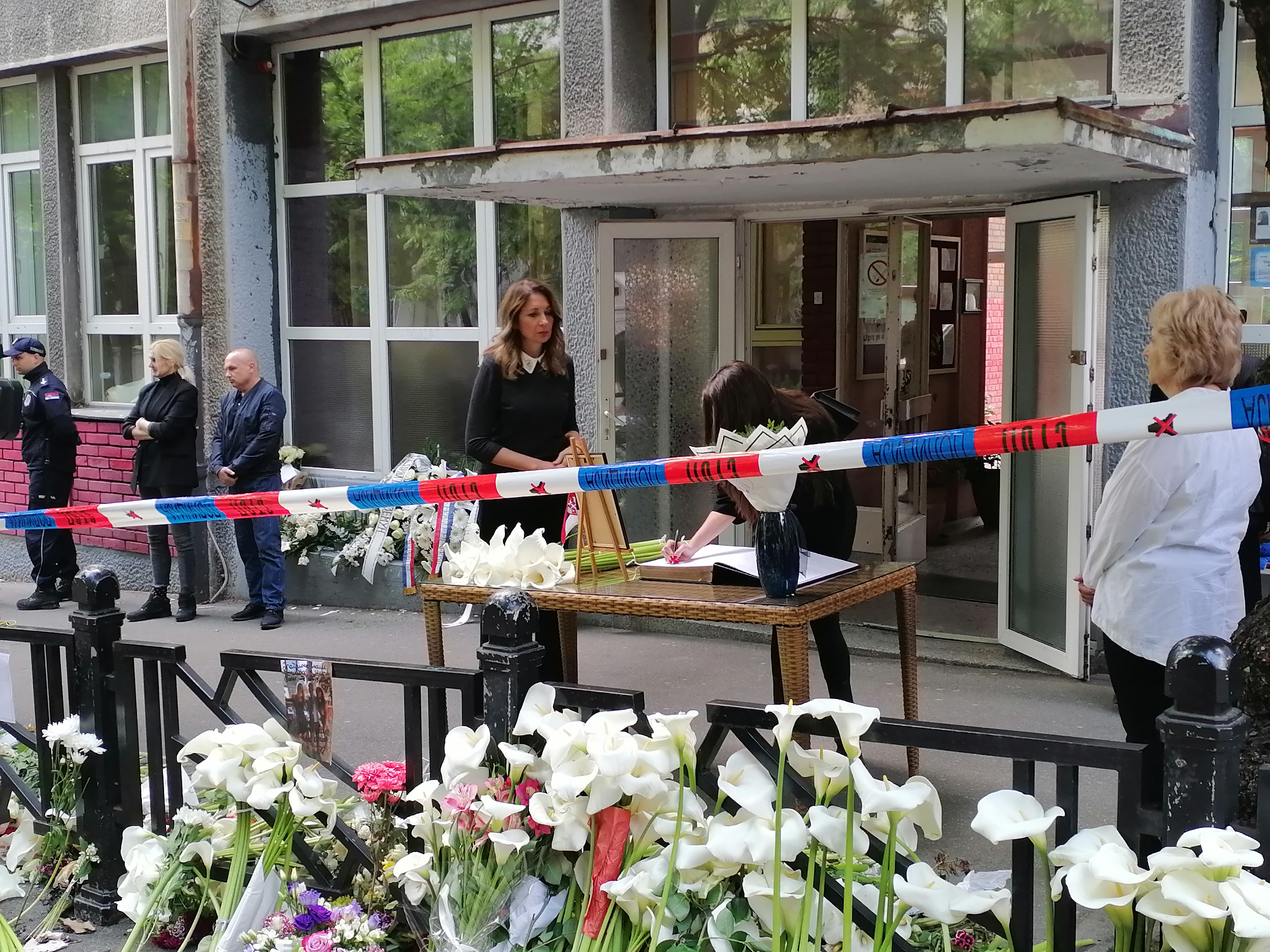
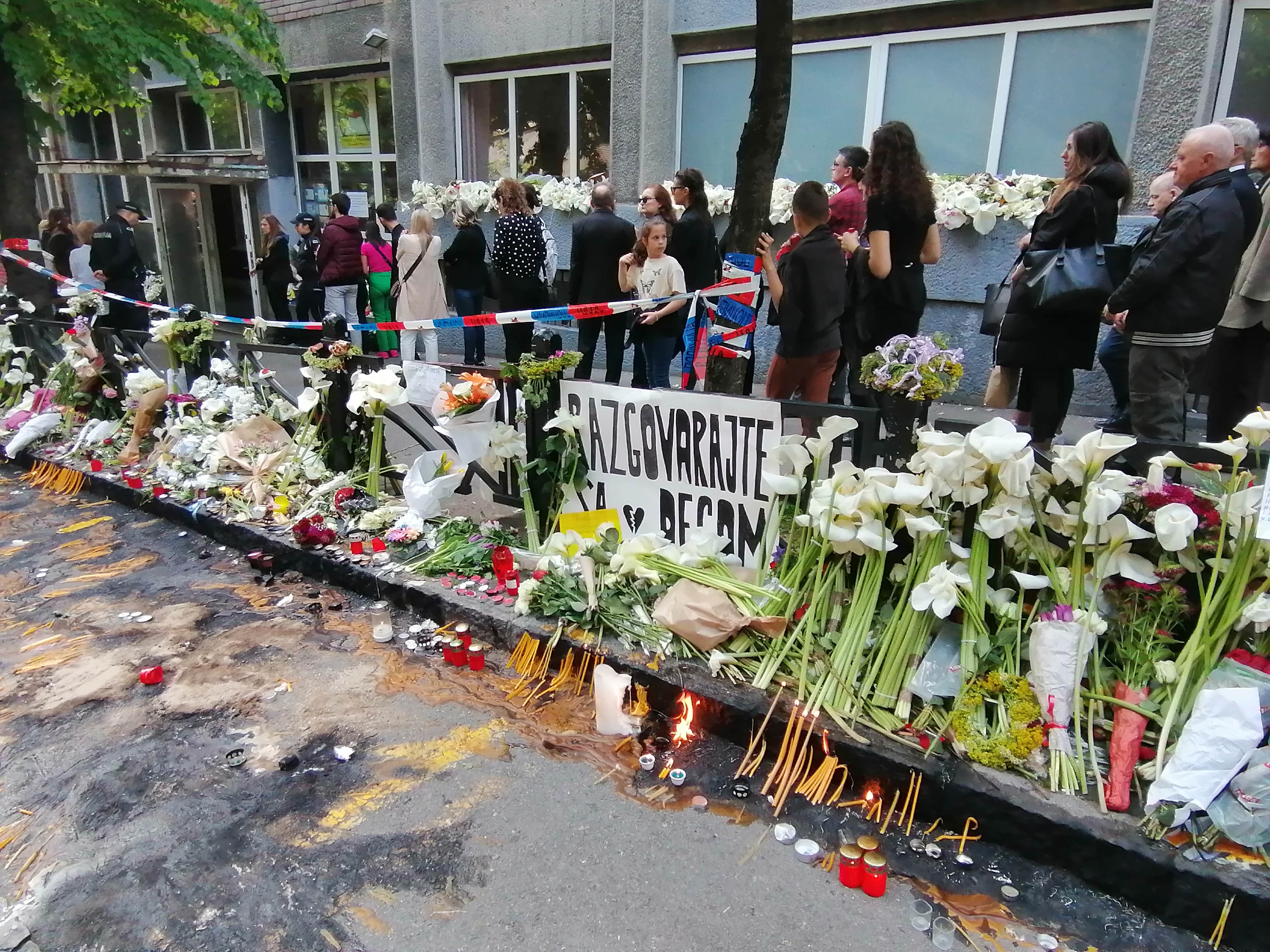
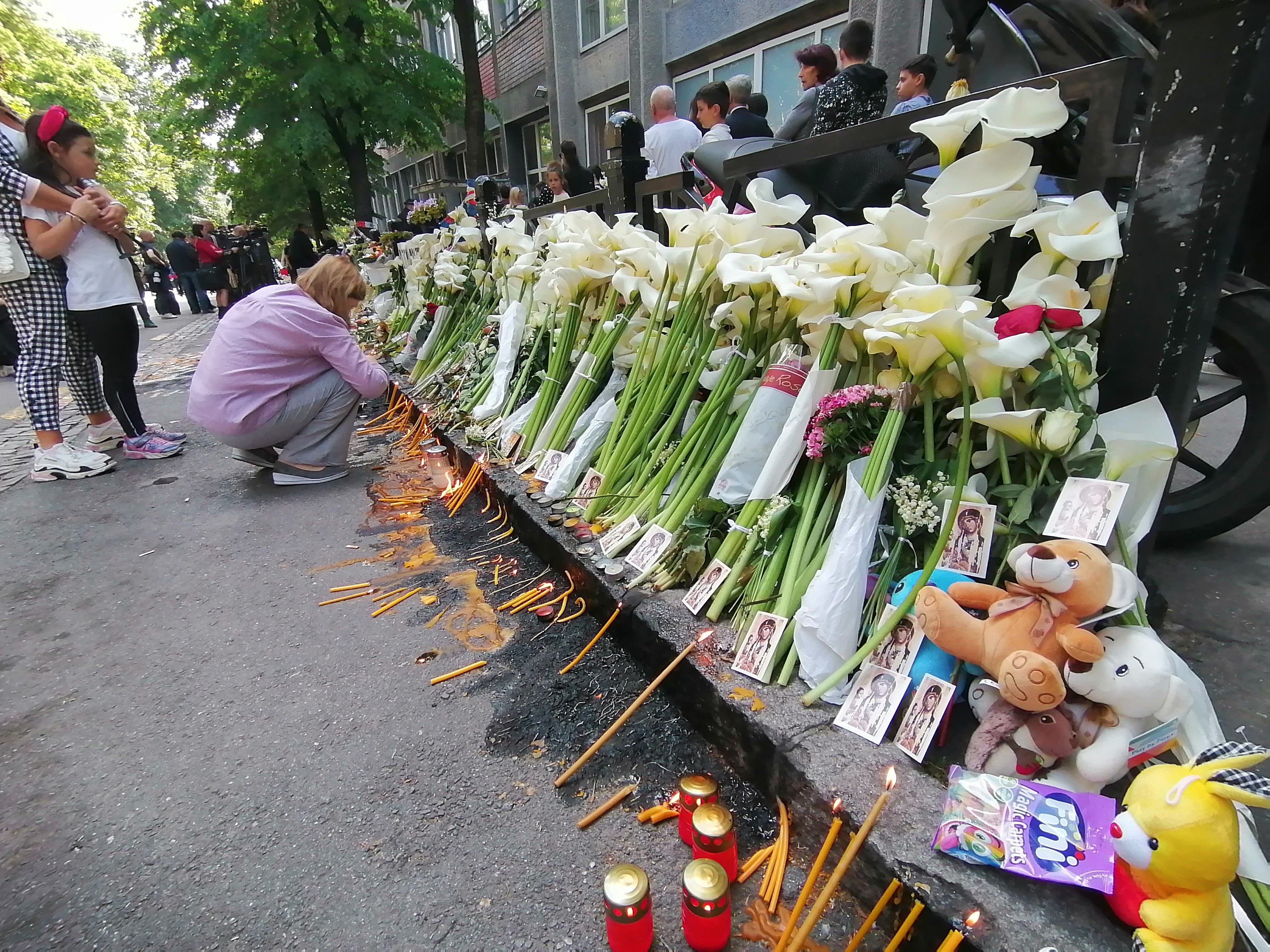
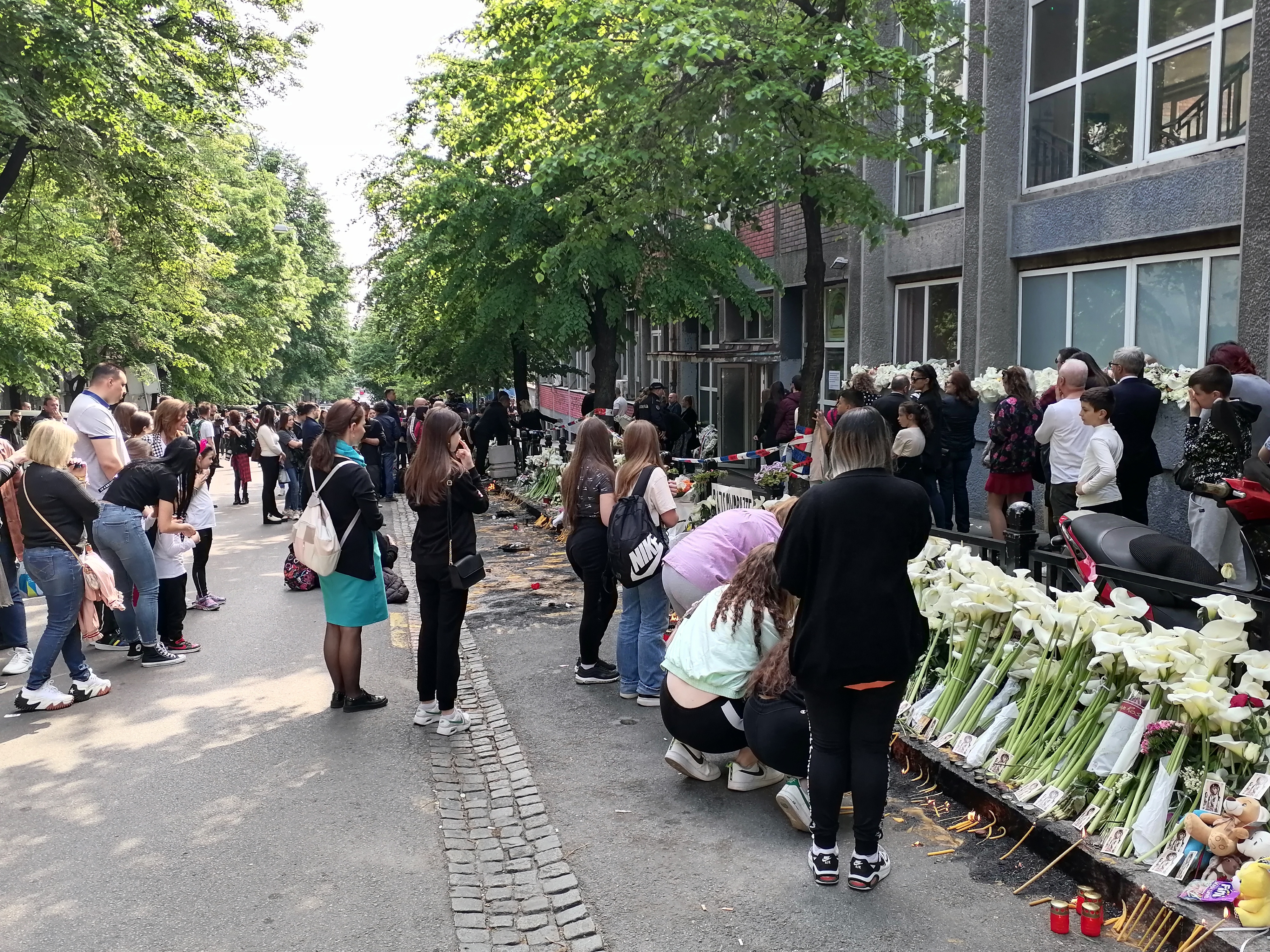